# 11245 Hansderijk
11245 Hansderijk este un asteroid din centura principală de asteroizi.

## Descriere
11245 Hansderijk este un asteroid din centura principală de asteroizi. A fost descoperit pe 16 octombrie 1977 la Observatorul Palomar de Cornelis Johannes van Houten, Ingrid van Houten-Groeneveld și Tom Gehrels. Asteroidul prezintă o orbită caracterizată de o semiaxă mare de 2,43 ua, o excentricitate de 0,12 și o înclinație de 3,0° în raport cu ecliptica.